# The Nevers
The Nevers, ou Les Touchées au Québec, est une série télévisée américaine créée par Joss Whedon dont les six premiers épisodes ont été diffusés du 11 avril au 16 mai 2021 sur HBO et les six autres les 14 et 15 février 2023 sur Tubi.
En France, elle est diffusée depuis le 12 avril 2021 sur OCS City, en Belgique et au Luxembourg sur Be 1 ainsi qu'au Québec depuis le 13 avril 2021 à Super Écran. Elle reste pour le moment inédite en Suisse.

## Synopsis
Au XIXe siècle, à Londres, après le passage d'un mystérieux vaisseau, plusieurs personnes commencent à développer des dons, des capacités ou des particularités physiques étranges. Ces personnes sont appelés les Touchées (The Touched en version originale) et ont beaucoup de mal à s'intégrer dans une société qui les voit comme des monstres et de potentielles menaces.
Trois ans plus tard, Amalia True et Penance Adair, deux Touchées, travaillent pour un orphelinat qui accueille et aide les autres personnes dans leur cas. Le don d'Amalia est de pouvoir voir des bouts du futur, et celui de Penance est de voir l'énergie électrique, ce qui fait d'elle une extraordinaire inventrice. Ensemble, elles protègent et cherchent d'autres Touchées afin de leur apporter leur aide.

## Distribution

### Acteurs principaux
- Laura Donnelly (VF : Angèle Humeau) : Zephyr Alexis Navine / Amalia « Molly » True[note 1]
- Ann Skelly (VF : Emilie Rault) : Penance Adair
- Olivia Williams (VF : Anne Rondeleux) : Lavinia Bidlow
- James Norton (VF : Alexandre Gillet) : Hugo Swan
- Tom Riley (VF : Martin Faliu) : Augustus « Augie » Bidlow
- Pip Torrens (VF : Marc Fayet) : Lord Gilbert Massen
- Denis O'Hare (VF : Nicolas Marié) : Dr Edmund Hague
- Rochelle Neil (VF : Aurélie Konaté) : Annie « Bonfire » Carbey
- Amy Manson (VF : Anaïs Delva) : Sarah / Maladie[note 2]
- Zackary Momoh (en) (VF : Diouc Koma) : Dr Horatio Cousens
- Eleanor Tomlinson (VF : Noémie Orphelin) : Mary Brighton
- Nick Frost (VF : Frédéric Souterelle) : Declan Orrun / le Roi des Mendiants (The Beggar King en version originale)
- Elizabeth Berrington (en) (VF : Marie-Laure Dougnac) : Lucy Best
- Viola Prettejohn (en) : Myrtle Haplisch
- Anna Devlin (VF : Lisa Caruso) : Primrose Chattoway
- Kiran Sonia Sawar (en) (VF : Flora Kaprielian) : Harriet Kaur
- Ben Chaplin (VF : Pierre Tessier) : détective Frank Mundi
- Ella Smith (en) (VF : Edwige Lemoine) : Desirée Blodgett
- Vinnie Heaven (VF : Gabriel Bismuth-Bienaimé) : Nimble Jack

### Acteurs récurrents
- Martyn Ford : Nicolas Perbal
- Mark Benton (en) (VF : Yann Pichon) : le colonel
- Rupert Vansittart (VF : Patrice Dozier) : Lord Broughton
- Andrew Havill : Douglas Broome
- Zain Hussain : Aneel
- Domenique Fragale (VF : Antonella Colapietro) : Beth Cassini

Version française
- Direction artistique : Pauline Brunel[4]

 Source et légende : version française (VF) sur RS Doublage et le carton de doublage en fin d'épisode sur OCS.

## Développement

### Production
En juillet 2018, HBO annonce avoir commandé une saison complète pour la nouvelle série de Joss Whedon, connu notamment pour avoir créé Buffy contre les vampires et Firefly. Whedon est alors annoncé à l'écriture, la réalisation, la production et également en tant que showrunner. Le projet a été remporté par la chaîne après une enchère avec d'autres réseaux et services de streaming, dont Netflix.
Bernadette Caulfield, Jane Espenson et Douglas Petrie rejoignent par la suite la série en tant que producteurs délégués. Espenson et Petrie, qui ont déjà collaboré avec Whedon sur Buffy, sont également annoncés en tant que scénaristes avec Laurie Penny.

Lors de la San Diego Comic-Con de 2018, Whedon présente le projet et explique le titre : 

« Ils ne se font pas appeler de la sorte (Les Nevers) dans la série. C'est une phrase qui évoque leurs singularités, ce qui est considéré comme non naturel. L'idée que vous ne devriez jamais être comme ça, que vous n'auriez jamais dû exister. Quelque chose n'est pas comme il devrait l'être, et vous n'avez pas le droit d'avoir le pouvoir ou la capacité étrange que vous avez. Et cette idée, que certaines personnes ne sont pas de l'ordre naturel, me fascine. Je ne suis pas d'accord avec ça. Mais pour moi, c'est l'une de ces choses où vous prenez quelque chose de négatif, et vous le portez comme un badge d'honneur, en gros. Certaines choses ne pourraient jamais arriver - elles se produisent. Et les gens à qui elles arrivent prennent leur place dans le monde. »

En février 2021, Casey Bloys confirme que la première saison de la série sera composée de dix épisodes divisés en deux parties de six et quatre épisodes respectivement, à la suite du retard pris par la production à cause de la pandémie. Néanmoins, le mois suivant, WarnerMedia dévoile que la première saison comportera douze épisodes séparés en deux parties de six épisodes.

### Tournage
En juillet 2019, le tournage de la série débute à Londres. En raison du manque d'espace en ville, HBO a collaboré avec le responsable de la commission britannique du film, Adrian Wootton, afin de trouver des entrepôts et des anciens espaces industriels dans lesquels ils pourraient tourner la série.
Après le tournage des cinq premiers épisodes, la tournée est interrompue à cause de la pandémie de Covid-19. Il reprend en septembre 2020 et se termine le mois suivant. Le lendemain de la diffusion du sixième épisode de la première saison, Laura Donnelly dévoile que la deuxième partie de la saison n'a pas encore été produite et que le tournage devrait débuter avant l'été 2021.

### Départ de Whedon
En novembre 2020, Joss Whedon annonce qu'il quitte la série. Parmi les raisons évoquées, il explique que travailler sur ce genre de projet durant la pandémie de Covid-19 a eu un impact sur son énergie et qu'il préférait par conséquent, s'éloigner du projet. Sa participation à la série ne dépasse donc pas les six premiers épisodes. En janvier 2021, la scénariste britannique Philippa Goslett signe pour reprendre le poste de showrunner à partir de la deuxième partie de la première saison.
Quelques mois avant son départ du programme, Whedon était au cœur d'une enquête au sein de WarnerMedia, société mère d'HBO, à la suite des accusations de comportements abusifs lors du tournage du film Justice League. D'après l'acteur à l'origine de la plainte, Ray Fisher, le départ de Whedon est dû à cette enquête. Casey Bloys de HBO a refusé de donner plus de détails sur le départ de Whedon mais a néanmoins dévoilé qu'une enquête a été faite du côté de l'équipe de The Nevers et que la chaîne n'avait eu aucune plainte ou aucun rapport de comportement inapproprié sur ce projet. Lors de la promotion de la série, aucune mention de Whedon ou de sa participation n'a été faite.

### Annulation
Le 12 décembre 2022, HBO annule la série avant la diffusion des six derniers épisodes, et retire la série de la plateforme HBO Max. Elle est récupérée par Tubi.

### Fiche technique
Sauf indication contraire, les informations mentionnées dans cette section peuvent être confirmées par la base de données cinématographiques IMDb,  présente dans la section « Liens externes ».
- Titre original : The Nevers
- Création : Joss Whedon
- Décors : Gemma Jackson (en)
- Costumes : Jane Petrie et Michele Clapton
- Musique : Mark Isham
- Production : Duncan Muggoch et Greg Spence
  - Producteurs délégués : Joss Whedon (épisodes 1 à 6), Bernadette Caulfield (en), Jane Espenson, Douglas Petrie, Ilene S. Landress et Philippa Goslett (à partir de l'épisode 7)
- Sociétés de production : Mutant Enemy
- Sociétés de distribution : HBO (télévision, États-Unis) et Warner Bros. Television (globale)
- Pays de production :  États-Unis
- Langue originale : anglais
- Genre : Science-fiction et fantastique
- Durée : 54-64 minutes
- Public :
  - États-Unis :  (interdit aux moins de 17 ans, pour spectateur mature et adulte)
  - France : Déconseillé aux moins de  ans (OCS - première diffusion)
  - Québec : 13 ans ou plus (Super Écran - première diffusion)

## Épisodes
Partie 1
1. Pilote (Touched)
2. Exposition (Exposure)
3. Embrasement (Ignition)
4. La Règle d'engagement (Undertaking)
5. Pendue (Hanged)
6. True

Partie 2
1. It's a Good Day
2. I Don't Know Enough About You
3. Fever
4. Alright, Okay, You Win
5. Ain't We Got Fun
6. I'll Be Seeing You